# Ушумун
Ушумун (рос. Ушумун) — смт у Магдагачинському районі Амурської області Російської Федерації. Розташоване на території українського історичного та етнічного краю Зелений Клин.
Входить до складу муніципального утворення робітниче селище Ушумун. Населення становить 2006 осіб (2018).

## Історія
З 20 жовтня 1932 року входить до складу новоутвореної Амурської області.
З 1 січня 2006 року входить до складу муніципального утворення робітниче селище Ушумун.

## Населення
| 1939  | 1959  | 1970  | 1979  | 1989  | 2002  | 2009  |
| ----- | ----- | ----- | ----- | ----- | ----- | ----- |
| 6792  | ↘5971 | ↘4189 | ↘3632 | ↘3232 | ↘2920 | ↘2667 |
| 2010  | 2011  | 2012  | 2013  | 2014  | 2015  | 2016  |
| ↘2390 | ↘2380 | ↘2323 | ↘2271 | ↘2177 | ↘2094 | ↘2068 |
| 2017  | 2018  |       |       |       |       |       |
| ↘2018 | ↘2006 |       |       |       |       |       |